# Jean Castex
Jean Castex [ʒɑ̃ kas.tɛks], född 25 juni 1965 i Vic-Fezensac i Gers, är en fransk konservativ politiker. Han var mellan 3 juli 2020 och 16 maj 2022 premiärminister i Frankrike, då han ledde regeringen Castex. Han efterträdde Édouard Philippe och regeringen Philippe II.
Innan han blev utnämnd till premiärminister var han borgmästare i Prades i södra Frankrike. Castex har även varit (från 2 april 2020) ansvarig koordinator för "återöppnandet" av Frankrike efter nedstängningsåtgärderna under coronaviruspandemin 2019–2021.
Castex har en examen från École nationale d’administration, i likhet med bland andra president Emmanuel Macron.

## Utmärkelser
- Riddare av Hederslegionen,  2020
- Storkorset av Nationalförtjänstorden,  6 januari 2021[6]
- Kommendör av Hederslegionen,  13 juli 2022[7]

[Redigera Wikidata]